# Teigen Allen
Teigen Jacqueline Allen (* 12. Februar 1994 in Bankstown bei Sydney) ist eine australische  Fußballnationalspielerin auf der Abwehrposition.

## Karriere
Teigen Allen begann ihre Karriere beim Lakemba Soccer Club und wechselte 2009 zum W-League-Verein Sydney FC, mit dem sie gleich in ihrer ersten Profisaison australische Meisterin wurde. Ab 2012 lief sie in zwei Spielzeiten für den Ligakonkurrenten Western Sydney Wanderers auf für den sie ihr bisher einziges Ligator erzielte, ehe sie im Frühsommer 2014 zur NWSL-Franchise der Western New York Flash in die USA wechselte. Hier kam sie aber nur in vier Spielen zum Einsatz und kehrte nach dem Ende der regulären Saison zurück nach Australien, wo sie in zwei Spielzeiten wieder für den Sydney FC spielte. Anschließend wechselte sie zum Ligakonkurrenten Melbourne City FC, mit dem sie in der Saison 2016/17 zunächst mit dem vierten Platz die Finalspiele erreichte. Dort wurden dann beide Spiele und damit die Meisterschaft gewonnen. Im Südwinter 2017 machte sie einen Abstecher um im Nordsommer 2017 für Vålerenga Oslo zu spielen. Zum Südsommer 2017/18 kehrte sie  zum Sydney FC zurück, kam dort aber nur auf vier Einsätze. Zur Saison 2018/19 wechselte sie erneut, diesmal zu Melbourne Victory. Hier kam sie in allen zwölf Spielen der regulären Saison zum Einsatz, die auf Platz 1 endete. Im Halbfinale der Finalserie wurde aber mit 2:4 nach Verlängerung gegen Perth Glory verloren.

## International
2009 nahm Allen mit der U-16 ihres Landes an den AFC U16 Women’s Championship 2009 in Myanmar teil. Zwischen 2010 und 2018 war sie die jüngste Fußballspielerin, die in der australischen A-Nationalmannschaft eingesetzt wurde, ihr Debüt bestritt Allen beim AFC Woman´s Asian Cup. Die Australierinnen siegten im Finale gegen die Auswahl Nordkoreas. Damit wurde sie zudem zur jüngsten Spielerin, die die Asienmeisterschaft der Frauen 2010 gewinnen konnte. Allen war außerdem eine der jüngsten Spielerinnen im Kader für die Fußball-Weltmeisterschaft der Frauen 2011. Bei der WM wurde sie aber nur im Gruppenspiel gegen Äquatorialguinea in der 69. Minute eingewechselt.
Bei der Fußball-Asienmeisterschaft der Frauen 2014 kam sie in den fünf Spielen zum Einsatz. Die Australierinnen konnten ihren Titel zwar nicht verteidigen, qualifizierten sich aber für die WM 2015. Für die WM wurde sie aber nicht nominiert.
Auch an den Olympischen Spielen 2016 und der Fußball-Asienmeisterschaft der Frauen 2018 nahm sie nicht teil. Beim Cup of Nations im Frühjahr 2019 hatte sie dann einen Einsatz im letzten Spiel gegen Argentinien.
Am 14. Mai 2019 wurde sie für die WM nominiert. Sie kam dort aber nicht zum Einsatz und wurde auch nicht für die darauf folgenden Freundschaftsspiele und die Qualifikation  für die Olympischen Spiele 2020 nominiert.

## Erfolge
- 2009: Gewinn der Australischen Meisterschaft (Sydney FC)
- 2010: Gewinn der Asienmeisterschaft
- 2016/17: Gewinn der Australischen Meisterschaft (Melbourne City FC)
- 2019: Gewinn des Cup of Nations